# Ekaterinite
L'ekaterinite è un minerale.